# Schefflera beccariana
Schefflera beccariana är en araliaväxtart som beskrevs av Hermann August Theodor Harms. Schefflera beccariana ingår i släktet Schefflera och familjen araliaväxter. IUCN kategoriserar arten globalt som sårbar. Inga underarter finns listade.